# Budynek Jagiellońska 9 w Bydgoszczy
Budynek Jagiellońska 9 w Bydgoszczy – zabytkowy budynek administracyjny, położony przy ul. Jagiellońskiej 9 w Bydgoszczy.

## Położenie
Budynek znajduje się w centrum Bydgoszczy, przy skrzyżowaniu ulic: Jagiellońskiej i Konarskiego w pobliżu Ronda Jagiellonów. 

## Historia
Budynek został wzniesiony w 1872 r. dla szkoły obywatelskiej dla chłopców (niem. Bürgerschule), która uprzednio mieściła się w dawnym klasztorze karmelitów. Była to elitarna szkoła ludowa, w której nauka trwała 9 lat, zaś program nauczania uwzględniał naukę języka angielskiego. Wychowankowie szkoły należeli z reguły do zamożniejszych warstw mieszczańskich, mogących opłacać stosunkowo wysokie czesne.
W 1884 r. szkołę przeniesiono do obecnej siedziby Zespołu Szkół Plastycznych, a budynek zajęła Miejska Szkoła Średnia dla Dziewcząt (niem. Städtische mittlere Mädchenschule).
Od 21 lutego 2000 r. działa Kujawsko-Pomorskiego Centrum Edukacji Nauczycieli w Bydgoszczy oraz bydgoskie przedstawicielstwo Urzędu Marszałkowskiego Województwa Kujawsko-Pomorskiego.

## Architektura
Budynek został wzniesiony w stylu historyzującym, z przewagą form klasycyzujących. Rzut obiektu posiada plan litery „L”, z wydatnym ryzalitem środkowym od frontu. Jest to budynek piętrowy, z poddaszem, podpiwniczony, częściowo w typie suteren. Biforyjny otwór wejściowy w przyziemiu zwieńczony jest trójkątnym naczółkiem, a w tympanonie umieszczono kolistą blendę. Elewacje dzielone są gzymsami kordonowymi i szerokim fryzem, przerwanym w ryzalicie. Parter zdobiony jest boniowaniem. W ryzalicie okna zamknięte są półkoliście, a pozostałe otoczone profilowanymi opaskami, na piętrze ze wspólnymi gzymsami nadokiennymi.